# Oreonesion
Oreonesion é um género botânico pertencente à família Gentianaceae.